# Котюх, Игорь Владимирович
И́горь Влади́мирович Ко́тюх (родился 22 мая 1978, Выру, Эстония) — эстонский (русскоязычный) поэт, переводчик, издатель.

## Биография
Родился 22 мая 1978 года в городе Выру, Эстония.
Пришёл в литературу, занимаясь переводами эстонской поэзии на русский язык. В 2000-х годах принимал участие в работе Литературно-переводческой школы-студии (руководитель — Борис Балясный), с тартускими участниками которой основал 31 марта 2003 года в Тарту литературное объединение «Воздушный змей». С этого времени публикуется в местной и зарубежной печати как поэт и переводчик, организовывает литературные мероприятия.
В 2000—2005 годах изучал в Тартуском университете эстонский язык и литературу. Во время учёбы исследовал эстонский перевод картотек Льва Рубинштейна, тема дипломной работы «Литературный проект „Воздушный змей“ как культурный и социальный феномен». В 2004/2005 учебном году прослушал в Таллинском университете курс устного и письменного перевода.
С 2007 года — главный редактор издательства «Kite».
В 2010 году поступил в магистратуру Таллинского университета по специальности «литературоведение».
Работает в сфере культуры как издатель, литератор, колумнист, организатор мероприятий. Читал курсы лекций по современной эстонской литературе и русской литературе Эстонии в Санкт-Петербургском Государственном университете и Тартуском университете.

## Творчество

### Поэзия
Книги, оригинальные издания
- «Когда наступит завтра?» (Таллин, Huma, 2005; фактически — 2004)
- «Попытка партнёрства: стихи и эссемы 2004—2008» (Выру, Kite, 2008)
- «Эстонский дизайн: стихи 2009—2013» (Таллинн, Kite, 2013).
- «Естественно особенный случай: стихотворения в прозе» (Пайде, Kite, 2017).

Книги, переводные издания
 — на эстонском языке
- «Teises keeles» («На втором языке», переводчики Игорь Котюх и Аарэ Пильв; Таллин, Tuum, 2007).
- «Usaldusliin» («Линия доверия», переводчики Игорь Котюх и Аарэ Пильв; Таллинн, Kite, 2010).
- «Kuidas kujutada päeva?» («Как описать день?», переводчик Катрин Вяли; Таллинн, Kite, 2015)
- «Loomulikult eriline lugu» («Естественно особенный случай», переводчик Аарэ Пильв; Таллинн, Kite, 2017)

 — на финском языке
- «Yritys kumppanuudeksi» («Попытка партнёрства», переводчики Юкка Маллинен и Ханна Самола; Turku, Savukeidas, 2010)

Пишет преимущественно верлибром, работает на стыке жанров эссе и поэзии. Является автором термина «эссема» (эссе + поэма).
Поэзия Игоря Котюха публиковалась во всех литературных журналах Эстонии, на русском и эстонском языках, а также в зарубежной периодике. Публикации в России: подборка стихов в журнале «Воздух», альманахе «То самое электричество», антологии «Освобожденный Улисс: Современная русская поэзия за пределами России» (М.: Новое литературное обозрение, 2004).
Стихи Игоря Котюха переведены на 16 языков: эстонский, финский, шведский, норвежский, английский, болгарский, французский, немецкий, арабский, испанский, галисийский, украинский, хорватский, итальянский, латышский, венгерский.

#### Мнение экспертов о поэзии Котюха
Запутавшись в попытке классифицировать этого автора по культурно-языковой принадлежности, можно было бы пошутить, что он самый эстонский из русских и самый русский из эстонских писателей. /…/ Одни стихотворения слишком лаконичны для «традиционной русской поэзии», другие слишком откровенны для «традиционной эстонской», но всегда подкупают искренностью интонаций и вызывают желание сопереживать нравственному поиску героя в наше такое непростое время. Может быть, автор несколько излишне тяготеет к сентенции, афористичности, но и это вполне укладывается в рамки общеевропейской поэтической традиции.— Борис Балясный

Котюх — социальный лирик и европеец по типу стиха. /…/ Претворяя опыт лианозовцев и концептуалистов, Котюх приходит к выработке своего стиля, основными чертами которого можно считать постоянную постановку вопроса о поэте и поэзии в современном мире.— Дарья Суховей

Котюх отказывается от романтической напыщенности. Русский поэт в Эстонии не больше, чем поэт. /…/ Он — прямая противоположность символической и метафорической манипуляции. Прозаические, прямые, разговорные фразы часто выстраиваются даже в коллажеобразное целое: поэт сосредоточивается, прежде всего, на цитировании действительности. /…/ Многое из лирики начинает казаться эскапистским по сравнению со строгой речью Котюха.— Юкка Маллинен

### Переводы
Игорь Котюх переводит преимущественно поэзию, публицистику и детскую литературу. В периодике и сборниках опубликованы его переводы следующих эстонских поэтов и публицистов: Яан Каус, Юрген Роосте, Аарэ Пильв, Андра Тээде, fs, Юри Туулик, Кристина Эхин, Берк Вахер, Мярт Вяльятага, Эло Вийдинг, Маарья Кангро, Ли Сеппель, Яника Кронберг и др.
Также он переводил следующих детских писателей: Айно Первик, Тыну Сеэро, Айно Тигане, Леэло Тунгал, Трийну Ояр, Юри Кундер, Аугуст Кицберг, Владислав Коржец, Ира Лембер, Юри Парийыги, Эно Рауд и др.
В эстонской периодике в его переводах было опубликованы произведения следующих российских авторов: Вера Павлова, Федор Сваровский, Дмитрий Александрович Пригов, Всеволод Некрасов, Михаил Нилин, Дмитрий Воденников, Дмитрий Кузьмин, Данила Давыдов, Михаил Еремин, Алексей Цветков, Арсений Ровинский, Геннадий Айги, Станислав Львовский, Виктор Полещук, Андрей Сен-Сеньков и др.
Игорь Котюх перевёл следующие книги:
- Сборник стихотворений fs: «2004» (Таллин, Tuum, 2005), перевод с эстонского на русский
- Сборник стихотворений: Igor Kotjuh «Teises keeles» (Игорь Котюх «На втором языке», совместно с Аарэ Пильвом; Таллин, Tuum, 2007), перевод с русского на эстонский
- Сборник стихотворений: Kirill Medvedev «Tekstid, mis ilmusid autori loata» (Кирилл Медведев «Тексты, изданные без ведома автора», Таллин, Tuum, 2008), перевод с русского на эстонский
- Детская проза: Трийну Ояр «Suur must koer — Большая черная собака» (Выру, Kite, 2008), перевод с эстонского на русский.
- Сборник стихотворений: Igor Kotjuh «Usaldusliin» (Игорь Котюх «Линия доверия», совместно с Аарэ Пильвом; Таллин, Kite, 2010), перевод с русского на эстонский

### Публицистика
Игорь Котюх пишет преимущественно в эстоноязычной периодике статьи о современной российской литературе и русской литературе Эстонии, культурологические эссе, заметки о современной эстонской литературе.
Также Котюх работает в жанре интервью, беседуя с современными русскими литераторами и учеными-гуманитариями. Опубликованы его диалоги со следующими авторами: Борис Балясный, Сергей Исаков, Лариса Йоонас, Денис Кузьмин, П.И.Филимонов, Дмитрий Кузьмин, Дарья Суховей, Антон Очиров, Евгения Риц, Павел Настин, Сергей Тимофеев, Андрей Василевский и др.
Некоторые эстонские издания, печатающие публицистику Котюха: газеты Eesti Päevaleht, Postimees, Sirp; журналы Looming, Vikerkaar, Muusa.
Зарубежные издания: Helsingin Sanomat (Хельсинки, Финляндия), Carelia (Петрозаводск, Россия), Дети Ра (Москва, Россия), Рец (Калининград, Россия).

## Литературно-организационная деятельность
Игорь Котюх руководит следующими проектами: портал «Воздушный змей — русская литература Эстонии», книжная серия «Первый полет», сетевое ежеквартальное издание «Новые облака».
В своей литературно-организационной деятельности Котюх следует тремя принципам:
1. Работа с русскоязычными авторами Эстонии: поиск талантов, помощь с публикацией.
2. Работа с эстоноязычными авторами: перевод на русский язык.
3. Работа с российскими авторами: перевод на эстонский язык.

Эти принципы перечислены, например, на портале «Воздушный змей — русская литература Эстонии»

## Издательская деятельность
Игорь Котюх является главным редактором издательства Kite. C 2007 года издал около 50 книг, преимущественно поэзию и эссеистику, на русском и эстонском языках.
Книги издательства Kite были отмечены следующими призами:
2007 П.И.Филимонов, сборник стихов «Мантры третьего порядка» - премия Капитала культуры Эстонии
2009 Николай Караев, сборник стихов «Безумное малабарское чаепитие» - премия Капитала культуры Эстонии
2011 Сборник эссе 21 поэта о поэзии «Kius olla julge» - премия за лучшее оформление 25 KAUNEIMAT EESTI RAAMATUT (художник Аско Кюннап)
2011 Сборник эссе 21 поэта о поэзии «Kius olla julge» - номинация премии Капитала культуры Эстонии
2013 Andra Teede, сборник стихов "Ühe jalaga põhjas" - номинация премии Капитала культуры Эстонии
2013 Игорь Котюх, сборник стихов «Эстонский дизайн» - премия Капитала культуры Эстонии
2014 Ян Каплинский, сборник стихов «Белые бабочки ночи» - Русская премия, 1 место в категории «Поэзия»
В издательстве Kite вышла первая антология русских поэтов Эстонии «Объяснение в любви. 150 стихотворений 18 русских поэтов Эстонии». (Выру, Kite, 2009).

## Членство в организациях
Игорь Котюх является членом Союза писателей Эстонии (2006), Эстонского PEN-центра (2010) и Клуба интеллигентных собаководов (СПб, 2017)

## Премии и признание
2004 Премия эстонского журнала «Looming» за лучшую поэтическую подборку.
2007 Премия им. Б.Кангро за сборник стихотворений «Teises keeles» («На втором языке»).
8 июня 2011 года Игорь Котюх получил из рук президента Эстонии Тоомаса Хендрика Ильвеса премию молодому деятелю культуры. Премия была вручена ему как «поэту, эссеисту, переводчику и выступающему за свободное от предубеждений общество в Эстонии».
2012 Медиастипендия Министерства культуры Эстонии за цикл передач об эстонской литературе «Витраж из слов» на «Радио 4» (совм с П. И. Филимоновым).
2014 Премия фонда «Капитал культуры Эстонии» за сборник стихотворений «Эстонский дизайн» (2013).
2015 Орден Белой звезды V класса.
2015 Медаль Ратуши (Таллин). Обоснование: «За ознакомление таллинцев c русскоязычной литературой Эстонии. Благодаря серии мероприятий „Читательский четверг“ отдел иностранной литературы Таллинской центральной библиотеки стал местом, где любит собираться русскоязычная читающая публика.»
2016 Русская премия (Москва) — специальный приз и диплом «За вклад в развитие и сбережение традиций русской культуры за пределами Российской Федерации». Обоснование: «За плодотворную творческую и переводческую деятельность, поддерживающую и продвигающую русскоязычных поэтов Эстонии; за издание книг, журналов; создание сетевых журналов, где русскоязычные поэты встречаются с русскими собратьями по перу.»
2018 Премия фонда «Капитал культуры Эстонии» за сборник стихотворений в прозе «Естественно особенный случай» (2017).
Выступает со стихами на радио и телевидении.